# 小桃一家
《小桃一家》，是由日本漫畫家冬目景創作的漫畫，於小學館旗下雜誌《Big Comic Spirits》不定期連載，於2006年第10号、2007年第40号、2008年第16号、2008年第38号和2009年第17号各刊載1話。單行本全1冊。

## 出版書籍
| 集數 | 小學館        | 小學館          |
| 集數 | 發售日期      | ISBN            |
| ---- | ------------- | --------------- |
| 全   | 2009年4月30日 | ISBN 4091825508 |